# Alchemilla transcaucasica
Alchemilla transcaucasica är en rosväxtart som beskrevs av Werner Hugo Paul Rothmaler. Alchemilla transcaucasica ingår i släktet daggkåpor, och familjen rosväxter. Inga underarter finns listade i Catalogue of Life.